# 上野砂糖
上野砂糖株式会社（うえのさとう、英: Ueno sugar co.,Ltd.）は、日本の砂糖製造企業。株式会社神明の完全子会社。日本で初めて黒砂糖の製造工場としてISO9001認証を取得している。

## 沿革
- 1913年 - 上野清作が上野製糖所として開業。
- 1914年 - 大阪砂糖取引所の開設と共に加盟。
- 1956年 - 合資会社から合名会社へ組織変更。
- 2023年 - 神明の完全子会社となる[2]。